# Protitame pallicolor
Protitame pallicolor är en fjärilsart som beskrevs av Dyar 1923. Protitame pallicolor ingår i släktet Protitame och familjen mätare. Inga underarter finns listade i Catalogue of Life.